# Thinophilus vespertinus
Thinophilus vespertinus är en tvåvingeart som beskrevs av Robinson 1964. Thinophilus vespertinus ingår i släktet Thinophilus och familjen styltflugor.
Artens utbredningsområde är North Carolina. Inga underarter finns listade i Catalogue of Life.